# スカウティングフォアボーイズ
『スカウティングフォアボーイズ -よい市民性を教えるための手引書-』（スカウティングフォアボーイズ -よいしみんせいをおしえるためのてびきしょ- Scouting for Boys: A Handbook for Instruction in Good Citizenship）は、1908年に刊行された、スカウト運動についての最初の本。運動の創始者であるロバート・ベーデン＝パウエルが、文章とともに挿画も描いた。内容は、ベーデン＝パウエルの少年期の経験や、第二次ボーア戦争の際にマフィケングで戦われたマフィケング包囲戦におけるマフェキング見習い兵団との経験、イングランド南部のブラウンシー島におけるブラウンシー島実験キャンプにおける経験などに基づいている。

## 和訳
日本語における表記は、中黒を用いない『スカウティングフォアボーイズ』のほか、中黒を入れた『スカウティング・フォア・ボーイズ』が用いられることもある。また、本書の日本語版の扉の書名では「フォア」の前後に空白があり『スカウティング フォア ボーイズ』と記されている。
- 『少年団教範 スカウテイング・フオア・ボーイス』（ロバート・エス・エス・ベーデンパウエル:著/少年団日本聯盟:訳/1925/更新出版社）
- 『スカウティングフォアボーイズ よい市民性を教えるための手引書』（ロード　ベーデン‐パウエル　オブ　ギルウェル:著/ボーイスカウト日本連盟:訳/ボーイスカウト日本連盟） ISBN 978-4-89394-703-1